# 刘志勇 (足球运动员)
刘志勇（1985年4月9日—），男，山东人，中国足球运动员，司职后卫。

## 生平
刘志勇曾就读于甸柳一小、甸柳一中。1997年远赴于广东名峰。一年后被郭侃峰招回进入足校。2002年升入山东鲁能一队，未在正式比赛中出场。2005年转会青岛中能，至2008年代表中能出战52场联赛，进1球。2009年初退役。

## 职业生涯

### 青年队
- 青年时代进入山东鲁能泰山的鲁能足校。

### 俱乐部
- 2002年进入山东鲁能泰山一队，出场机会不多。
- 2005年转会至青岛中能。